# Mușchiul piramidal
Mușchiul piramidal este un mic mușchi triunghiular, anterior mușchiului drept abdominal și este conținut în teaca mușchiului drept.

## Anatomie
Inferior, mușchiul piramidal se atașează de pelvis în două locuri: simfiza pubiană și creasta pubiană, ancorat de fibrele tendinoase din partea anterioară a pubisului și ligamentul pubian anterior.
Superior, porțiunea musculoasă a piramidalului urcă, diminuând-se în dimensiune pe măsură ce avansează și se termină printr-o extremitate ascuțită, care este inserată în linia alba, la jumătatea distanței dintre ombilic și pubis.

### Inervația
Mușchiul piramidal este inervat de porțiunea ventrală a nervului subcostal T12.

### Vascularizația
Arterele epigastrice inferioare și superioare furnizează sânge acestui mușchi.

### Variabilitate
Mușchiul piramidal este prezent la 80% din populația umană.  Acest mușchi poate fi absent pe una sau pe ambele părți; iar în lipsa acestuia, capătul inferior al mușchiul drept abdominal devine proporțional mai crescut în dimensiune.
Ocazional este dublu pe o parte, iar mușchii celor două părți sunt uneori de dimensiuni inegale. De asemenea, se poate extinde mai mult decât nivelul obișnuit.

## Fiziologie
Mușchiul piramidal, atunci când se contractă, tensionează linea alba.

## Semnificație clinică
În timp ce se face incizia longitudinală pentru o secțiune cezariană clasică, mușchiul piramidal este utilizat pentru a determina linia mediană și localizarea liniei alba.

## Imagini suplimentare

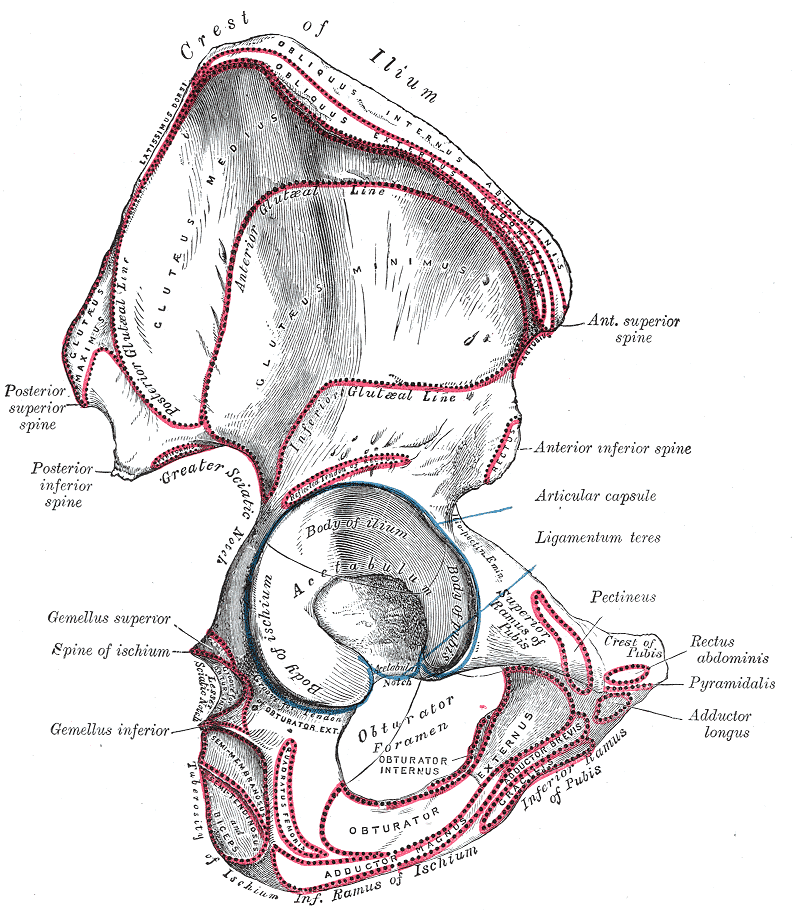
Osul drept al șoldului văzut din exterior, arătând o linie mică în care se atașează piramidala